# Mesoclemmys zuliae
La cabezona del Zulia (Mesoclemmys zuliae) es una especie de tortuga de la familia Chelidae. Es endémica del sudoeste de la cuenca del lago de Maracaibo, Estado Zulia, Venezuela; restringida a  ambientes de pantano de las "Ciénagas de Juan Manuel". Es un relicto, y forma parte de los numerosos endemismos de reptiles de agua dulce del área, como  resultado de aislamiento de otros ambientes de agua dulce.
Las hembras, de 22-32 cm, son de mayor tamaño que los machos (17-23 cm), y la característica más destacada es su gran cabeza, que puede llegar a medir hasta 10 cm de ancho.
Es una especie de distribución extremadamente restringida y de hábitos ecológicos especializados. Sólo aparece en una pequeña área con un hábitat único, aislado. Sobrevive posiblemente por ser tímido y poco apreciado por los pobladores locales como fuente de alimento.
Señalada por el Libro Rojo de la Fauna de Venezuela en condición de Riesgo Menor (Preocupación menor).